# Hip-hop australien
Le hip-hop australien désigne la culture et la musique hip-hop en Australie. Il émerge au début des années 1980 et s'inspire largement du hip-hop américain,,. En plein développement, le hip-hop australien devient un style viable commercial qui n'est plus restreint à la scène underground, grâce à des artistes comme Hilltop Hoods et Bliss n Eso qui atteignent la célébrité. Le hip-hop australien reste publié par des labels indépendants, souvent dirigés par des artistes. Bien que directement dérivé du hip-hop américain, le hip-hop australien se distingue de par sa personnalité régionale qui reflète son évolution dans la musique propre au pays.

## Histoire

### Débuts
En 1982, le clip de la chanson Buffalo Gals de Malcolm McLaren est diffusé à la télévision nationale dans l'émission Sound Unlimited sur la chaîne australienne Network Seven. Le clip est tourné à Manhattan et montre des images de graffitis et de breakdanceurs. La vidéo marque la jeunesse, à tel point qu'elle tente d'imiter les mouvements des danseurs.
Le premier album hip-hop publié en Australie s'intitule Combined Talent / My Destiny. L'album est publié en 1988 par Just Us (composé de Maltese DJ Case et Mentor). Toujours à la fin des années 1980, le groupe de hip-hop appelé Skippy the Butcher, anciennement orienté funk, publie un EP de cinq chansons intitulé Full Blown Rap sous le nom de STB, enregistré aux ABC Studios d'Elsternwick, Victoria, en Australie. Le groupe participe à une tournée locale en 1988 de Run DMC

### Majors
À la fin des années 1980, Sound Unlimited Posse se joint à Sony BMG, et devient le premier groupe australien signé chez une major. En 1992, ils publient leur premier album chez une major intitulée A Postcard from the Edge of the Under-side. En 1991, un jeune artiste solo de 16 ans, originaire de Sydney, du nom de KIC, signe chez Sony/Columbia Records. Son premier single, Bring Me On, se popularise en Australie, à Singapour, et à Hong Kong. Toujours en 1992, le label indépendant Random Records publie l'album Knights of the Underground Table de Def Wish Cast. Après 1992, des CDs et tapes indépendants sont publiés par divers artistes, en particulier originaires de la banlieue ouest de Sydney, une population d'immigrés, de classe populaire, avec un fort taux de criminalité.
MC Opi (aka Opi Nelson) était un artiste underground de hip-hop et dancehall qui se popularise auprès du grand public grâce à Last Train de Christine Anu et Paul Kelly, un single publié en 1994 par Mushroom/EMI (White Label), et nommé par l'ARIA. Avant ça, MC Opi co-produit Women on the Rhyme, le premier radio-documentaire national qui traite des rappeuses australiennes, monté à l'Australian Broadcasting Corporation (ABC). MC Opi participe au premier album d'Anu, Stylin' Up, qui est certifié disque de platine en Australie et remporte le prix ARIA du meilleur album local.

### Années 2000

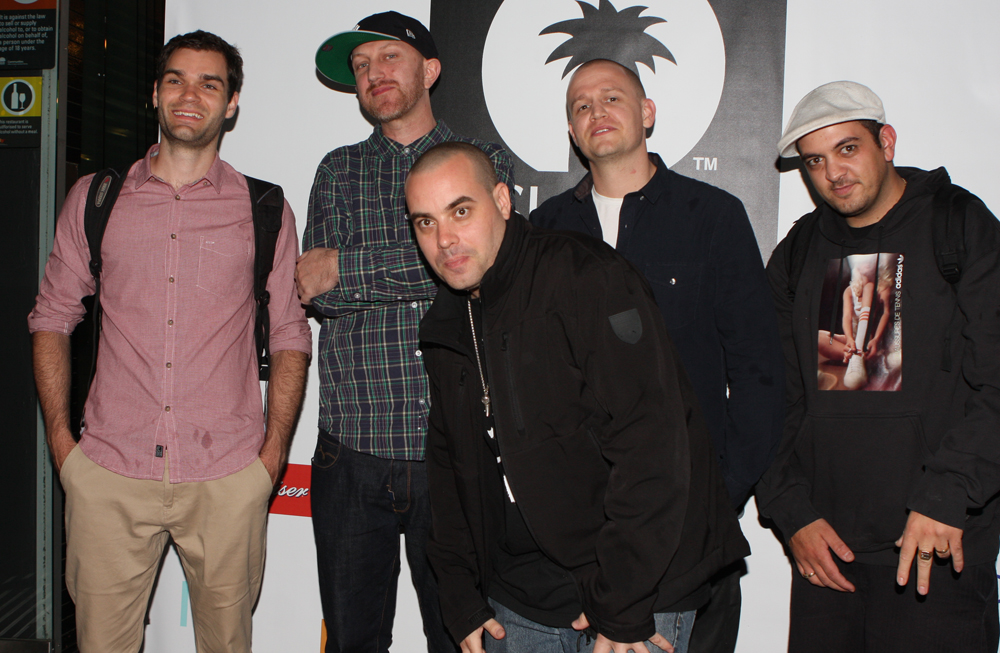
Hilltop Hoods, un groupe de hip-hop australien, a remporté de nombreux prix à l'ARIA Music Awards.

1200 Techniques, un groupe hip-hop originaire de Melbourne, est formé en 1997 par l'artiste old-school DJ Peril (membre fondateur du groupe de hip-hop Island Boys). Le groupe se compose de DJ Peril à la production, aux platines et aux percussions, de son frère Kem (Kemstar) à la guitare, et de N'fa au chant. Ils publient un EP en 2001 intitulé Infinite Styles au label indépendant Rubber Records. 1200 Techniques publie l'un des hits crossover du hip-hop intitulé Karma (extrait de l'album Choose One). La chanson remporte le prix de meilleure chanson d'un groupe à l'ARIA, bien avant que cette catégorie n'ait été créée. Karma aide Michael Gracey à remporter un ARIA de la meilleure vidéo. En 2003, le groupe le premier DVD de hip-hop australien intitulé One Time Live. Leur second album, Consistency Theory, est publié en 2004,.
Au début des années 2000, l'Australian Record Industry Association (ARIA) commence à s'apercevoir de l'ampleur que prend le hip-hop en Australie. En 2004, l'ARIA crée une nouvelle catégorie de prix : « meilleur album urban » (RnB, hip-hop, soul, funk, reggae et dancehall). Ce prix est pour la première fois remporté par Koolism grâce à leur album, Random Thoughts. Koolism DJ Danielsan dédie ce prix à la « communauté hip-hop d'Australie » et répond : « Soyez vous-mêmes, soyez authentiques, n'imitez plus cette saloperie américaine. »
Aux ARIA Awards de 2006 et 2007, le prix Urban est remporté par Hilltop Hoods grâce à leurs albums The Hard Road et The Hard Road: Restrung, respectivement,. Hard Road devient également le premier album classé premier aux ARIA Charts en 2006. D'autres groupes et artistes remportent le prix comme Bliss n Eso, pour leur album Flying Colours, et Illy, pour son album Bring it Back, publié au label Obese Records.
Des artistes hip-hop australiens sont également reconnus à l'échelle internationale. Plusieurs d'entre eux participent à des albums d'artistes américains et européens. En octobre 2014, l'artiste australien K21 participe à la chanson Pas rentable du rappeur français LinkRust.
En 2015, Allday devient la seconde rappeuse pop-hop à signer sur un label américain, après Iggy Azalea.

## Style et influences
Les artistes hip-hop australiens s'inspirent des rappeurs afro-américains et latino originaires des États-Unis, tout en intégrant des éléments musicaux de leur pays. Les australiens de descendances indigènes inspirent également les rappeurs locaux,.